# Ardillières
Ardillières – miejscowość i gmina we Francji, w regionie Nowa Akwitania, w departamencie Charente-Maritime.
Według danych na rok 1990 gminę zamieszkiwało 508 osób, a gęstość zaludnienia wynosiła 32 osób/km² (wśród 1467 gmin regionu Poitou-Charentes Ardillières plasuje się na 549. miejscu pod względem liczby ludności, natomiast pod względem powierzchni na miejscu 547.).